# Szapáry Erzsébet
Muraszombati gróf Szapáry Erzsébet Mária Lujza Antoinetta (Budapest, 1902. június 2. – Lausanne, 1980. május 26.) filantróp, a lengyel–magyar kapcsolatok kiemelkedő alakja a második világháború idején, a Magyar–Lengyel Menekültügyi Bizottság elnökeként lengyel és zsidó embereket mentő arisztokrata, a Világ Igaza cím birtokosa.

## Élete

### Fiatal kora
Vas vármegyében nevelkedett. Fiatal korában sikeres teniszező volt, eredményeiről gyakran beszámoltak az újságok. Később a fővárosi társasági élet meghatározó alakjává vált, akinek sokszor szerepelt a fényképe divatlapokban.

### Menekültügy
1939-ben az akkor alakult Magyar-Lengyel Menekültügyi Bizottság társelnöke és egyik legaktívabb tagja lett, majd az elnök, Károlyi Józsefné halála után az elnöke. A szervezetet főképp legitimista arisztokraták működtették. Célja a katolikus és zsidó lengyel menekültek segítése abban, hogy választásuk szerint tovább utazzanak a megszűnt Lengyelországból Nyugatra, vagy letelepedjenek Magyarországon. A szervezet a lengyelek illegális evakuálásával, iskolák, kórházak fenntartásával, segélyezéssel foglalkozott. A legjelentősebb ilyen szervezet volt, különösen az után, hogy német nyomásra a Teleki Pál vezette magyar kormány 1941 elején formálisan megszüntette a kapcsolatokat az emigráns Sikorski-kormánnyal.
A Bizottságban főképp gyermek- és iskolaüggyel foglalkozott. 1939-1941 között testvérével, Szapáry Antallal az Ostrom utca 5. szám alatt élt. Házuk ebben az időben számos menekültnek adott otthont.
Autótulajdonos volt és vezetett is. Cziráki Józseffel együtt azok közé tartozott, akik Odescalchi Pál herceg visszaemlékezése szerint a saját autójukon szállították a határig a lengyeleket, biztosítva a határátkelést is.
1941-ben Kőrösmezőre utazott egy társasággal, köztük jó barátnőjével, unokatestvérével, a legitimista politikus herceg Odescalchi Károlynéval (gr. Andrássy Klára). Látva, hogy  hogyan bánik ott a csendőrség a deportált zsidókkal, azonnal intézkedett, és jó néhány embert szabadított ki a fogságból és a biztos halálból (kamenyec-podolszkiji tömegmészárlás).
Ugyanebben az évben Odescalchiné, Andrássy Kája Jugoszláviában bombatámadás áldozata lett. Ő volt az egyik első magyar áldozata a világháborúnak. Kájával havonta rendeztek irodalmi esteket az Andrássy-palotában. Céljuk az volt, hogy Hitler-ellenes front alakuljon angol segítséggel a magyarországi baloldali és legitimista erőkből. Még a Márciusi Front tagjait (többek között Szabó Zoltán, Kovács Imre, Bibó István, Veres Péter, Darvas József és Keresztury Dezső volt meghívott) is meghívták, hogy találkozzanak az angol követség munkatársaival.
1943-ban Varsóba utazott, és hamis útlevéllel Magyarországra szállította Henryk Sławik feleségét és lányát. Sławik a Menekültügyi Bizottság lengyel tagja, majd a Lengyel Polgári Bizottság vezetője volt, mártíromságot szenvedett.
Nem volt férje vagy gyermeke, egy visszaemlékező szerint ő mindenkit szeretett. 1944-ben, Magyarország német megszállásakor illegalitásba vonult.
Becslések szerint 120 000 menekült ügyeit intézték a Bizottságban a második világháború éveiben, 1939 és 1945 között. A háború után felröppent a hír, hogy a kormány őt küldi külföldre kivizsgálni a korábban deportáltak helyzetét, ez azonban álhírnek bizonyult.

### A világháború után
1946-ban őt és id. Antall József volt minisztert felkereste a lengyel deportált zsidók bizottságának küldöttsége, és köszönetet mondott nekik a hatékony magyar támogatásért. Ugyanebben az évben meghívták, hogy szakértőként működjön közre olyan tervek kidolgozásában és megvalósításában, melyek célja intézet alapítása züllött vagy züllés veszélyének kitett fiúk számára.
1948-ban távozni akart az országból, bár az ellenállási mozgalomban való érdemei miatt nem fenyegette veszély. Károlyi Mihály párizsi követ volt a segítségére, aki elérte Rajk Lászlónál, hogy engedjék ki az országból. Rövid ideig Károlyi magántitkára lett Franciaországban.
1996-ban a Jad Vasem Világ Igaza kitüntetést adományozott neki embermentő munkájáért.

## Családja
Apja Szapáry Pál (1873-1917) gróf, Fiume kormányzója. Anyja a lengyel Maria Ludwika Stanisława Przeździecka (1874-1949) grófnő.
Testvérei: 
- Szapáry Géza (1899-1967)
- Szapáry Antal (1905-1972)